# Polytechnisches Institut Coimbra
Das Polytechnische Institut Coimbra (portugiesisch: Instituto Politécnico de Coimbra, kurz IPC) ist eine technische Hochschule in der portugiesischen Universitätsstadt Coimbra. 
Das IPC gehört zu einer Reihe technischer Hochschulen in Portugal, die alle staatlich geführt werden. Die Hochschule wurde 1979 aus dem Zusammenschluss bestehender und neuer höherer Schulen gegründet, der gemeinsame Lehrbetrieb wurde jedoch erst 1988 aufgenommen. Das Polytechnische Institut Coimbra bietet für seine Fächer Bachelor-Abschlüsse an und umfasst heute rund 10.000 Studenten und rund 700 Professoren.

## Schulen

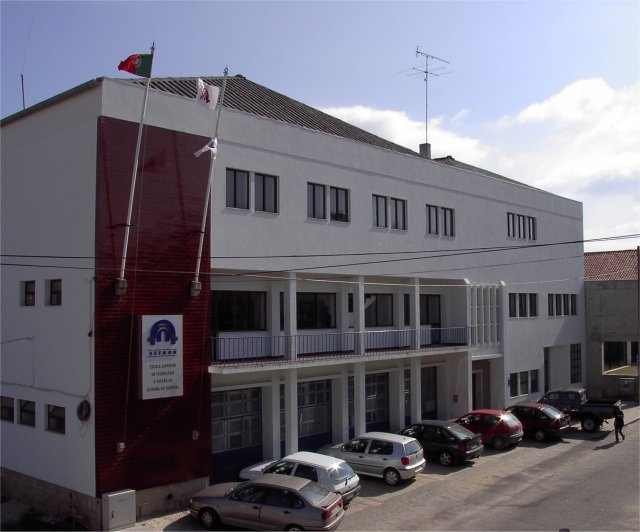
ESTGOH in Oliveira do Hospital

Das Polytechnische Institut Coimbra besteht aus sechs sogenannten Schulen (escolas): 
- Agrarwissenschaftliche Schule Coimbra (Escola Superior Agrária, ESA)
- Erziehungswissenschaftliche Schule Coimbra (Escola Superior de Educação, ESEC)
- Technische und Wirtschaftswissenschaftliche Schule Oliveira do Hospital (Escola Superior de Tecnologia e Gestão de Oliveira do Hospital, ESTGOHM; Sitz in Oliveira do Hospital)
- Gesundheitswissenschaftliche Schule Coimbra (Escola Superior de Tecnologia da Saúde, ESTSC)
- Finanzwissenschaftliches Institut Coimbra (Instituto Superior de Contabilidade e Administração, ISCAC)
- Ingenieurwissenschaftliches Institut Coimbra (Instituto Superior de Engenharia, ISEC)